# Josep Casas Ros
Josep Casas Ros (Ordal, Alt Penedès, 19 d'agost de 1916 - Moja, Alt Penedès, 29 de setembre de 1936), fou un seminarista català assassinat durant la persecució religiosa en l'inici de la Guerra Civil Espanyola.
Nasqué a Ordal (municipu de Subirats) el 19 d'agost de 1916. El 9 de maig de 1925 rebé la confirmació a la basílica de Santa Maria de Vilafranca del Penedès, de mans del bisbe Vidal i Barraquer. Després d'algunes indecisions, el 24 de setembre de 1928 va entrar al Seminari Conciliar de Barcelona.
Durant la persecució religiosa que va esdevenir-se a l'inici de la Guerra Civil Espanyola, es va refugiar a la casa familiar d'Ordal. El 27 de setembre de 1936 va ser detingut per un grup de milicians, que el van afusellar l'endemà dia 28 juntament amb el seu cosí carmelita, Fra Joaquim de Sant Josep, a la localitat de Moja, a l'Alt Penedès.
El papa Joan Pau II inicià la seva veneració el 22 de juny de 2004. Posteriorment, el papa Benet XVI va aprovar la seva beatificació el 28 d'octubre de 2007, juntament amb 497 màrtirs més.
El seu cos fou exhumat el 24 de maig de 1945 per a traslladar-lo al cementiri del seu poble. Les seves restes mortals van romandre al cementiri parroquial d'Ordal fins a la beatificació l'any 2007. Actualment reposen a la Capella de la Mare de Déu de la Fontsanta de la Parròquia de Sant Esteve d'Ordal.